# جيجي حديد
جيهان نورا حديد (بالإنجليزية: Jelena Noura Hadid) (مواليد 23 أبريل 1995)، والمعروفة باسم جيجي حديد (بالإنجليزية: Gigi Hadid) هي عارضة أزياء أمريكية، وشخصية مشهورة في الولايات المتحدة والعالم. وهي من أصول فلسطينية من طرف والدها محمد أنور حديد. وقعت حديد مع آي إم جي مودلز في عام 2013. في نوفمبر 2014، دخلت حديد لأول مرة في قائمة أعلى 50 عارضة في ترتيب Models.com. في عام 2016، فازت بلقب أفضل عارضة أزياء عالمية لهذا العام من قبل مجلس الأزياء البريطاني في حفل توزيع جوائز الموضة البريطانية.

## النشأة
ولدت جيجي حديد وترعرعت في لوس أنجلوس. والدها هو مطور العقارات محمد حديد، ووالدتها هي العارضة السابقة يولندا حديد (ولدت باسم «فان دين هيريك»). أمها هولندية، ووالدها من أصل فلسطيني. يصل نسبها من جهة والدها حسب قولها إلي ظاهر العمر أمير الناصرة. لجيجي اثنان من الأشقاء الأصغر سنا: الأخت بيلا، والأخ أنور، وكلاهما أيضا عارضا أزياء. لديها أيضا اثنان من الأخوات الكبار من جهة والدها: مارييل وآلانا. بعد طلاق والديها، تزوجت والدتها من المنتج الموسيقي دايفيد فوستر، ولديه خمس بنات. في عام 2013، تخرجت حديد من مدرسة ماليبو الثانوية، حيث كانت قائدة فريق الكرة الطائرة، فضلا عن كونها متسابقة خيل.
بعد المدرسة الثانوية انتقلت إلى مدينة نيويورك من أجل التركيز على دراستها وحياتها كعارضة أزياء. درست حديد علم النفس الجنائي في ذا نيو سكول بداية من خريف 2013، ولكن علقت دراستها من أجل التركيز على مهنتها كعارضة أزياء.

## الحياة الشخصية
كشفت حديد في عام 2015 أنها تم تشخيصها بمرض هاشيموتو، وتكرر هذا في عام 2016.
اعتدي «فيتالي سيديوك» علي حديد في عام 2016، ودافعت عن نفسها منه.
بدأت حديد مواعدة المغني الإنجليزي زين مالك في أواخر عام 2015، وظهرت حديد في فيديو أغنية زين بيلوتوك. ظهر الثنائي معًا كذلك في أغسطس عام 2017 علي غلاف مجلة فوغ، وهما الثنائي الثالث الذي يظهر علي غلاف فوغ، وأيضا قاما بحملة لـفيرزاتشي كثنائي، مع كون حديد هي المصور. في 13 مارس عام 2018، أعلن الثنائي حديد ومالك عن انفصالهما في بيانات منفصلة علي وسائل التواصل الاجتماعي. في يونيو عام 2018، أكدت حديد عودة علاقتهما من جديد علي وسائل التواصل الاجتماعي.

### العلاقات
كانت حديد في علاقة متقطعة مع المغني الأسترالي كودي سيمبسون. التقى الثنائي لأول مرة في عام 2013 عندما ظهرت في الفيديو الموسيقي الخاص به لأغنية "لوح التزلج". بدأوا المواعدة في وقت لاحق من ذلك العام قبل انفصالهما في عام 2014. اجتمعوا مرة أخرى بعد بضعة أشهر قبل أن ينفصلوا للمرة الثانية في مايو 2015. ظهرت في الفيديو الموسيقي لأغنية "وردة" لـ سيمبسون في فبراير 2015.
وكانت حديد على علاقة بالمغني الأمريكي جو جوناس من يونيو إلى أكتوبر 2015. شاركت في إخراج الفيديو الموسيقي لأغنية "كعكة على المحيط" لفرقة جوناس دي أن سي إي.
بدأت مواعدة المغني الإنجليزي زين مالك في أواخر عام 2015 انفصلا ثم تصالحا عدة مرات. ظهرت في الفيديو الموسيقي لأغنية "بيلوتوك" للمغني مالك. لقد ظهرا على غلاف مجلة فوغ الأمريكية في أغسطس 2017 مما جعلهما الزوجين الثالثين اللذين يظهران معًا على غلاف مجلة فوغ. وقد أثارت جدلاً واسعاً بسبب تسمية مجلة فوغ لها بشكل خاطئ بأنها سائلة الجنس الأمر الذي اعتذرت عنه مجلة فوغ . كما قاموا أيضًا بحملة فيرسوس (فيرساتشي) كزوجين مع حديد كمصورة. في أبريل 2020 أكدت أنها ومالك ينتظران طفلهما الأول خلال مقابلة في برنامج عرض الليلة بطولة جيمي فالون بعد أن بدأت الشائعات تنتشر حول حملها. ولدت ابنتهما في سبتمبر 2020. قضت العائلة أغلب وقتها في مزرعة في ريف نيو هوب بنسلفانيا حيث تمتلك والدة حديد وشقيقتها الصغرى بيلا أيضًا أرضًا.
في أكتوبر 2021 قدم مالك التماسًا بعدم الاعتراض على أربع تهم تتعلق بالتحرش ضد والدة حديد يولاندا. حكمت عليه محكمة بنسلفانيا بالمراقبة لمدة 360 يومًا بالإضافة إلى الاستشارات لإدارة الغضب والعنف المنزلي. وذكرت التقارير أن حديد ومالك أنهيا علاقتهما بعد الحادث. كلاهما يشاركان في تربية ابنتهما.
كانت حديد على علاقة بالممثل برادلي كوبر منذ عام 2023.

### القضايا القانونية
في أواخر يناير 2019 رفعت وكالة التصوير المستقلة بيزنس إكسكلوسيف دعوى قضائية ضد حديد لمشاركتها صورة لها في أكتوبر 2018 دون إذن المصور. في عام 2017 المصور بيتر سبده أخذ صورة لها والتي كانت في وقت لاحق نشر على انستغرام. رفع دعوى قضائية ضدها في سبتمبر التالي وقاموا بتسويتها لاحقا خارج المحكمة.
في 10 يوليو 2023 ألقي القبض على حديد في جزر كايمان بتهمة استيراد المخدرات وأدوات تعاطيها بعد أن اكتشفت الجمارك ومراقبة الحدود كمية صغيرة من الماريجوانا بالإضافة إلى "أدوات التدخين" من بين متعلقاتها عندما هبطت في مطار أوين روبرتس الدولي. ورغم أن حيازة الماريجوانا كانت للاستخدام الشخصي فقط فقد اتُهم حديد بارتكاب جرائم تتعلق بالاستيراد. علجت لاحقًا وغرمت بمبلغ 1000 دولار ثم إطلاق سراحها.
في عام 2017، حاولت حديد السفر إلى شنغهاي للمشاركة في عرض أزياء فيكتوريا سيكريت 2017 ولكنها لم تتمكن في النهاية من ذلك حيث قاموا بإلغاء تأشيرتها الصينية بعد أن انتقد مستخدمو الإنترنت الصينيون مقطع فيديو عبر الإنترنت يظهرها وهي تقوم بحركة عيون مائلة تقليدًا لبوذا ووصفوه بالعنصري.

## حياة مهنية

### 1997–2012: العمل المبكر
بدأت مسيرة حديد في عرض الأزياء عندما كانت في الثانية من عمرها بعد أن اكتشفها بول مارسيانو الشريك المؤسس لشركة جيس. ظهرت في إعلانات تخمين الطفل قبل أن تتوقف للتركيز على المدرسة. عادت إلى عرض الأزياء في عام 2011 ثم استأنفت العمل مع مارسيانو لتصبح وجه حملة جيس لعام 2012. كشخص بالغ قامت بتصوير ثلاث حملات مع جيس.

### 2013–2016: اختراق
بعد توقيعها مع وكالة موديلات آي إم جي في عام 2013 ظهرت حديد لأول مرة في أسبوع الموضة في نيويورك في فبراير 2014 حيث سارت معديسيغوال. في نفس الشهر حققت نجاحًا كبيرًا في عالم الموضة حيث ظهرت على غلاف كتاب أزياء كارين رويتفيلد سي أر. في 15 يوليو 2014 لعبت دور البطولة إلى جانب الممثل وعارض الأزياء باتريك شوارزنيجر في حملة نظارات توم فورد لخريف/شتاء. شاركت في استضافة حفل توزيع جوائز جوائز وسائل الإعلام للأزياء التابع لـ ديلي فرونت رو والذي أقيم في مدينة نيويورك في 5 سبتمبر 2014. كما لعبت دور البطولة في حملات توم فورد خريف وشتاء 2014 وعطر توم فورد فيلفيت أوركارد وعطر توم فورد بيوتي 2014. ظهرت على غلاف مجلة جالور في عام 2014.

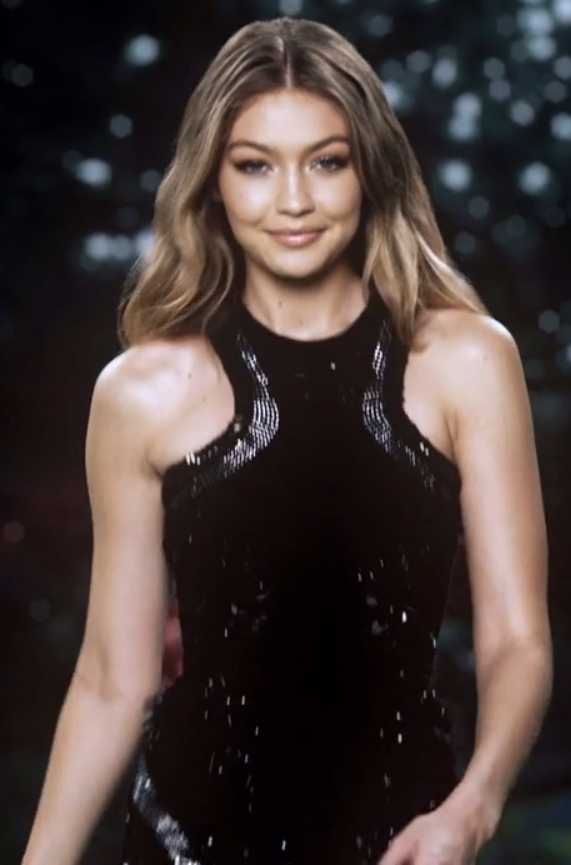
حديد في عام 2016

ظهرت حديد في تقويم بيريللي لعام 2015. وفي عام 2015 أيضًا أصبحت سفيرة العلامة التجارية الأسترالية لملابس السباحة سيفولي. في يناير 2015 قاموا باختيارها كعارضة العام من قبل الرو الأمامي اليومي وسفيرة العلامة التجارية مايبيلين. في مارس 2015 ظهرت هي وصديقها آنذاك كودي سيمبسون كجزء من مشروع "سلسلة المناشف" للمصور الفوتوغرافي للأزياء ماريو تيستينو. بحلول مايو 2015 كانت قد سارت مع مصممين مثل مارك جاكوبس وشانيل ومايكل كورس وجان بول غوتييه وماكس مارا. ظهرت في الفيديو الموسيقي لأغنية تايلور سويفت "الدم الفاسد" التي أصدرتها في نفس الشهر. شاركت حديد في فيديو موسيقي آخر لأغنية " ما مدى عمق حبك " للدي جي الاسكتلندي كالفن هاريس والتي صدرت في أغسطس من نفس العام. لقد ظهرت عدة مرات إلى جانب شقيقتها بيلا. في ديسمبر 2015 ظهرت لأول مرة في عرض أزياء فيكتوريا سيكريت.
ظهرت حديد على أغلفة مجلة فوغ (الولايات المتحدة وباريس وإيطاليا وبريطانيا واليابان وإسبانيا وأستراليا والبرازيل وهولندا وألمانيا والصين ) شون! رقم ألور مجلة دبليو و تين فويج بالإضافة إلى صحيفة وول ستريت جورنال إيل (كندا) ديزد و هاربر بازار (الولايات المتحدة وماليزيا). قامت بتصوير افتتاحيات لمجلة في مان ومجلة إيل (الولايات المتحدة) ومجلة جراتسيا ومجلة كليو ومجلة فويج ومجلةمجلة سبورتس إلوستريتيد ومجلة بيبر ومجلة فانيتي فير ومجلة في. لقد لعبت دور البطولة في حملات جيس و فيرساتشي وبينشوب وبالمان خريف/شتاء 2015 و توب شوب وماكس مارا وستيوارت فايتسمان.
في عام 2016 سارت من أجل فيرساتشي وشانيل وإيلي صعب وفندي ومارك جاكوبس وآنا سوي ومياو مياو وبالمينوديان فون فورستنبرغ وتومي هيلفيغروفنتي إكس بوما وإيزابيل مارانت و جيامباتيستا فالي. في يناير 2016 أصبحت سفيرة العلامة التجارية العالمية لتومي هيلفيغر حيث تصدرت حملات الملابس الداخلية والملابس والعطور. في أبريل 2016 لعبت حديد دور البطولة في حملة تفاعلية بما في ذلك إعلان تجاري لـ بي إم دبليو إم 2. استضافت 2016 جوائز الموسيقى والفيديو في تورونتو في 19 يونيو 2016. شاركت في تصميم مجموعة كبسولات مع تومي هيلفيغر تسمى جيجي من تومي هيلفيغر الذي صدر في خريف عام 2016 في أسبوع الموضة في نيويورك. خلال أسابيع الموضة لخريف 2016 في نيويورك وميلانو وباريس افتتحت خمسة عروض وأغلقت سبعة. في اكتوبر مجموعتها التمهيد ل ستيوارت فايتسمان بعنوان كشف عن التمهيد جيجي وأصبحت سفيرة العلامة التجارية ل ريبوك المواجه لل # الكمال أبدا حملة.
في 20 نوفمبر 2016 استضافت حفل توزيع جوائز الموسيقى الأمريكية إلى جانب خريج برنامج ساترداي نايت لايف جاي فيرواه. تلقت ردود فعل عنيفة بسبب تقليدها لميلانيا ترامب أثناء العرض واعتذرت لاحقًا. في ديسمبر 2016 ظهرت للمرة الثانية في عرض أزياء فيكتوريا سيكريت وحصلت على أجنحتها لأول مرة وفي نفس الشهر فازت بجائزة عارضة الأزياء العالمية لهذا العام في حفل توزيع جوائز الموضة البريطانية والتي قدمتها لها دوناتيلا فيرساتشي.

### 2017-حتى الآن: مزيد من التقدير والتعاون مع العلامات التجارية

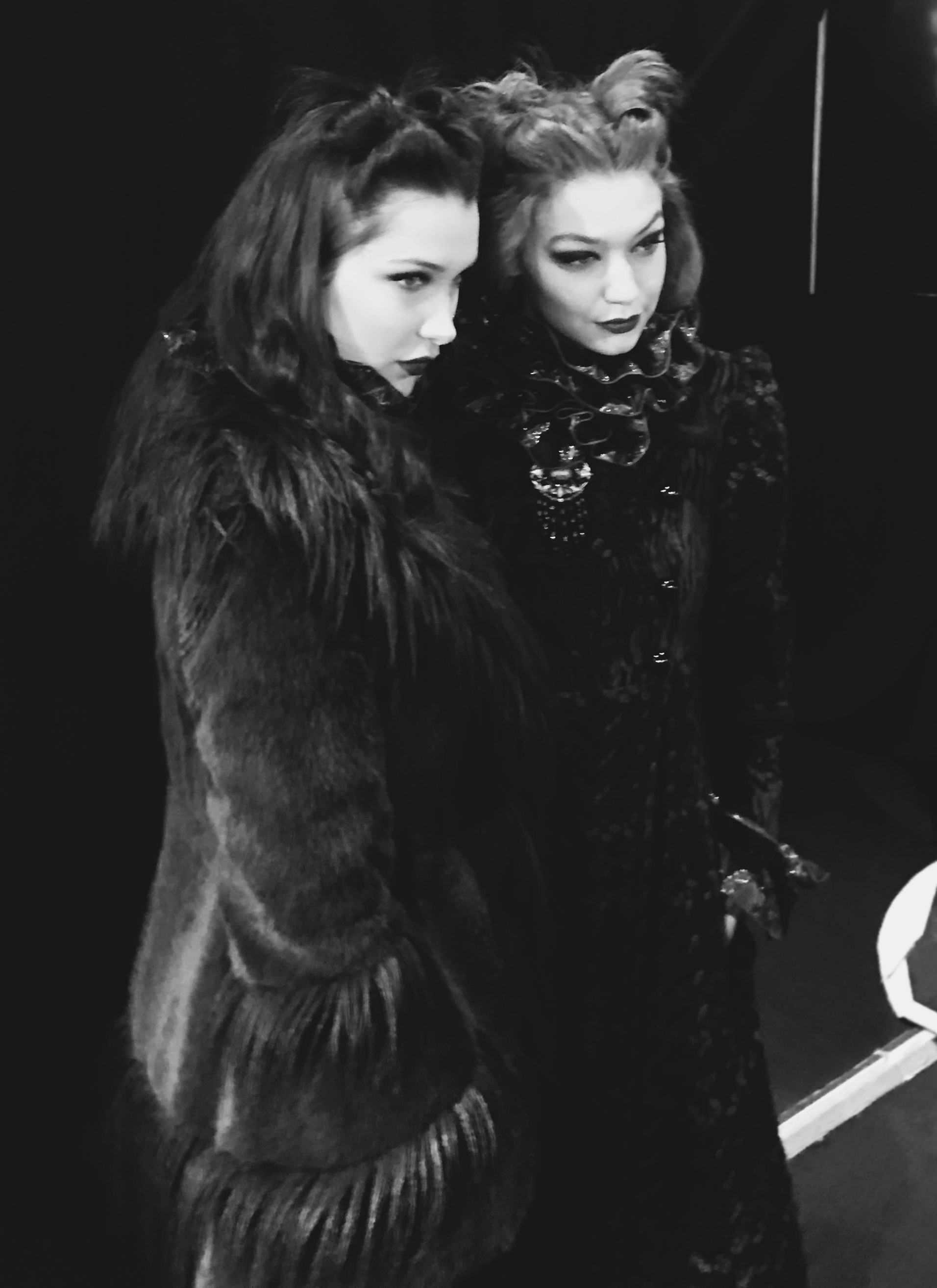
حديد مع شقيقتها بيلا في عرض آنا سوي لخريف وشتاء 2017 في أسبوع الموضة في نيويورك سكاي لايت كلاركستون سكوير 15 فبراير 2017

بدأت حديد موسم الحملات الإعلانية لربيع/صيف من خلال الظهور في حملات فندي وموسكينو. كما كانت أيضًا وجه حملة ربيع وصيف 2017 لإكسسوارات ماكس مارا وستيوارت ويتزمان وديسكويرد2. قدم المجموعة الثانية من الملابس الجاهزة لتومي هيلفيغر وحديد في فبراير 2017 لموسم الربيع.  كانت مصورة حملة فيرسوس (فيرساتشي) لربيع وصيف 2017 والتي ظهر فيها صديقها آنذاك المغني زين مالك والعارضة أدوا أبواه. كما قامت بتصوير إصدار صيفي خاص من مجلة في بعنوان مجلة جيجي والذي تضمن صورًا بولارويد لزملاء صناعة الأزياء والمشاهير والأصدقاء المقربين.
ظهرت في أربعة مارس 2017 فوغ أغلفة: أمريكي, بريطاني, صينى, والطبعة الافتتاحية من فوغ العربية. ظهرت أيضا على أغلفة ل كتاب أزياء كر (ربيع / صيف 2017) جولي (أبريل 2017) و صحيفة ديلي (ربيع 2017). ظهرت على أغلفة مايو 2017 للطبعات الهولندية من فوغ كوزموبوليتان و بريق وكذلك غلاف يونيو / يوليو 2017 من بازار هاربر الأمريكي. وقد لعبت دور البطولة في افتتاحيات ل مجلة فوغ الأمريكية (أبريل 2017) و مجلة الحب (ربيع / صيف 2017).

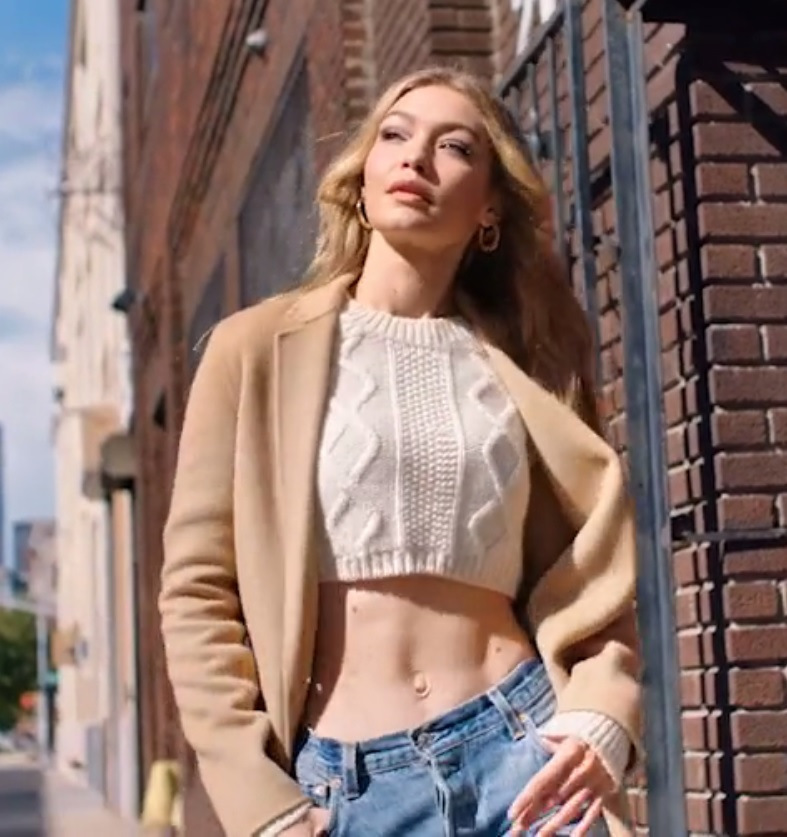
حديد في حملة لصالح ستيوارت فايتسمان في عام 2017

حصلت على غلاف مجلة فوغ الأمريكية للمرة الثانية في أغسطس 2017 وشاركته مع صديقها آنذاك زين مالك. قدم المجموعة الثالثة لتومي هيلفيغر وحديد في سبتمبر 2017. خلال شهر الموضة خريف/شتاء 2017 في نيويورك وميلانو وباريس افتتحت عروض أزياء جيريمي سكوت وآنا سوي وفيرسوس (فيرساتشي) وألبرتا فيريتي وميسوني وإتش آند إم وبالمان وأغلقت عروض أزياء إيزابيل مارانت وموسكينو وماكس مارا وآنا سوي. كما أطلقت أيضًا الموسم الأول من تعاونين جديدين مع نظارات فوج ومجوهرات ميسيكا.  في حفل توزيع جوائز الموضة السنوي الثالث الذي تنظمه ديلي فرنت رو في لوس أنجلوس كرمت بجائزة أفضل تصميم لأول مرة عن مجموعتها مع تومي هيلفيغر. اختتمت عام 2017 باختيارها كواحدة من نساء العام في مجلة بريق إلى جانب نيكول كيدمان وسولانج نولز ومزون المليحان وغيرهن.
بدأت عام 2018 بحملات متعددة للأزياء الراقية بما في ذلك فالنتينو وموسكينو وفيرساتشي وفندي. كما واصلت إطلاق تعاونها الثاني مع كل من نظارات فوغ ومجوهرات ميسيكا في فبراير خلال أسبوع الموضة قدمت الموسم الرابع والأخير من مجموعتها الكبسولة مع تومي هيلفيغر في ميلانو.
ظهرت على العديد من أغلفة فوغ الدولية المختلفة في عام 2018 بما في ذلك فوغ البريطانية في مارس فوغ إيطاليا في مايو و فوغ البرازيل في سبتمبر. كما سجلت أغلفة أمريكية متعددة بما في ذلك هاربر بازار قد يصدر مجلة الخامسغطاء معاينة الخريف الإصدار 114 و مجلة دبليو. كما غطت مجلة الحبطبعة الذكرى 10 الفوضى 69 و الفوضى أصول حقيقية-ديزني الخاصة.
في نوفمبر 2018 أعلنت عن تعاونها الأول مع شركة ريبوك لتصميم أحذية رياضية للعلامة التجارية بدءًا من الإصدار المحدود في 7 ديسمبر والمجموعة الكاملة التي ستصدرها في وقت لاحق في فبراير 2019. كما عادت أيضًا إلى عرض أزياء فيكتوريا سيكريت للمرة الثالثة في نفس الشهر. في أوائل عام 2019 ظهرت على أغلفة مجلة فوغ الدولية بما في ذلك مجلة فوغ تشيكوسلوفاكيا وفوغ العربية وفوغ هونغ كونغ .
في أكتوبر 2019 صورت حلقة من أجل شبكة الغذاء مسابقة الطبخ فاز بوبي فلاي. تعاونت مع الشيف آن بوريل ضد الشيف وصاحب المطعم بوبي فلاي. بثت الحلقة في يونيو 2020. لقد لعبت دور البطولة في حلقة من سكوبي دو وتخمين من? بث في 1 أكتوبر 2020 على خدمة البث يرتد.
في أغسطس 2022 كشفت حديد أنها ستطلق أول خط ملابس منفرد لها ضيف في الإقامة. أطلقت العلامة التجارية كمؤسس ومدير إبداعي في سبتمبر من ذلك العام. في عام 2023 حديد و تان فرنسا شارك في استضافة مسابقة أزياء الواقع التالي في الموضة. أصدر العرض من خلال نيتفليكس في 3 مارس 2023. دار الأزياء الفرنسية الفاخرة رابان أعلنت حديد كوجه عطرها الجديد مليون ذهب لها في أغسطس 2024. في مارس 2025 ماركة الأحذية البرازيلية "هافياناس"أعلنت شراكتها مع حديد كسفير عالمي جديد لها. أصدر تعاونهم في مايو 2025. في نفس الشهر أعلنت حديد عن ضيفها في خط الملابس بالتعاون مع العلامة التجارية "مادهابي" التي تتخذ من لوس أنجلوس مقرا لها على مجموعة محدودة من الملابس النسائية.

## النشاط

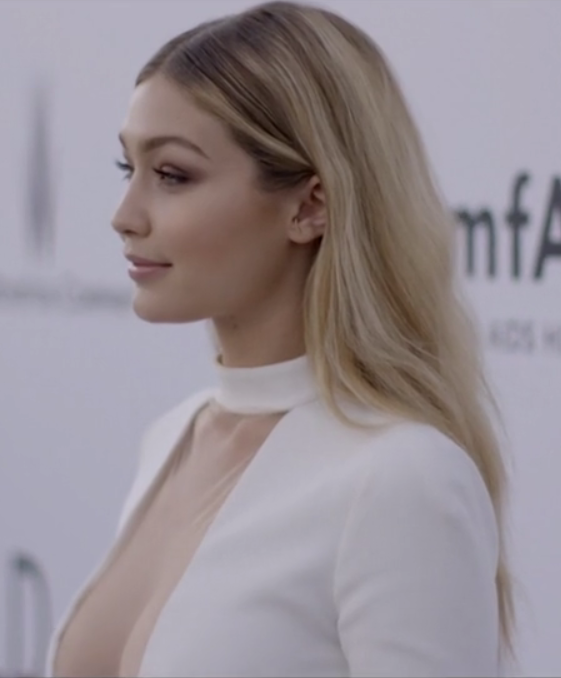
حديد في حفل أمفار في عام 2015

في يناير 2016 شاركت حديد في ماسترشيف وجمعت $25,000 لتحالف لايم العالمي. في أكتوبر 2016 انضمت إلى مشاهير آخرين في دعم بي بي سيفي الأطفال المحتاجون مشروع تي شيرت الخيرية. القميص الذي صممه جايلز ديكون بيعت مقابل 15 دولارا مع 70 ٪ من جميع العائدات تذهب إلى المؤسسة الخيرية.
في يناير 2017 بعد أن وقع الرئيس السابق دونالد ترامب على الأمر التنفيذي رقم 13780 (المعروف باسم "حظر المسلمين") احتجت حديد وشقيقتها بيلا من بين آخرين في مدينة نيويورك.
وأعلنت حديد في مايو/أيار 2018 أنها ستعمل بشكل وثيق مع اليونيسف لمساعدة الأطفال في جميع أنحاء العالم. وفي 25 أغسطس/آب ذهبت في مهمتها الأولى مع اليونيسف لزيارة برامجهم في بنغلاديش. وجاءت الرحلة عشية الذكرى السنوية الأولى لأزمة لاجئي الروهينجا.
في 3 مايو 2020 ، انضمت حديد ومشاهير آخرون للعب مباراة تنس خيرية افتراضية الفيسبوك الألعاب. نظمت من قبل إمغ تنس تلقى جميع المشاركين 25 ، 000 متبرع للتبرع لجمعية خيرية من اختيارهم. حصل الفائزون على 1 مليون دولار إضافية للتبرع. لعبت حديد لمنظمة غير ربحية تغذية أمريكا. في يونيو 2020 باعت حديد بعض ملابسها بالمزاد العلني كجزء من مزاد خيري نظمته فوغ البريطانية التي استفادت هيئة الخدمات الصحية الوطنية الخيرية معا و ال ناكب.
وقد أظهرت حديد الدعم ل حياة السود مهمة الحركة. نسبة مئوية من المبيعات من افتتاحية الحجر الصحي مع مجلة الخامس مجلة جيجي الجزء الثاني تبرع بها لأربع منظمات ال مؤسسة الشبكة العالمية لحياة السود مهمة وناكب و اتحاد الحريات المدنية والحملة صفر. كما تلقت المنظمات تبرعات شخصية من حديد.
في عام 2022 تعهدت حديد بالتبرع بأرباحها من عروض خريف 2022 لمساعدة ضحايا الغزو الروسي في أوكرانيا والفلسطينيين. ذكرت مجلة فوج تبرعات حديد لأوكرانيا لكنها أغفلت فلسطين الأمر الذي أثار انتقادات واسعة النطاق.
تعتبر حديد من المؤيدين لفلسطين وحركة فلسطين الحرة منذ فترة طويلة. تبرعت بيلا حديد وجيجي حديد بمبلغ مليون دولار لوكالات الإغاثة الفلسطينية.

## فيلموغرافيا
السينما والتلفزيون
| السنة     | العنوان                              | الدور          | الحواشي                              |
| --------- | ------------------------------------ | -------------- | ------------------------------------ |
| 2012      | عيون عذراء                           | أندريا         | فيلم قصير                            |
| 2012–2016 | ربات البيوت الحقيقيات في بيفرلي هيلز | نفسها          | مظاهر متعددة (الموسم 3 – 6)          |
| 2015      | أولئك الذين دمرهم النجاح             | نفسها          | فيلم قصير                            |
| 2016      | ماسترشيف                             | نفسها          | الحلقة: "ماسترشيف المشاهير المواجهة" |
| 2016      | سباق السحب روبول                     | ضيف القاضي     | الحلقة: الموسم 8, أسبوع 5            |
| 2016      | معركة مزامنة الشفاه                  | نفسها          | حلقة: "جيجي حديد مقابل. تايلر بوسي"  |
| 2016      | جوائز الموسيقى والفيديو              | المضيف         |                                      |
| 2016      | جوائز الموسيقى الأمريكية             | المضيف         |                                      |
| 2018      | المحيط 8                             | نفسها          | حجاب                                 |
| 2018      | تقويم بيريللي                        | نفسها          | فيلم قصير لألبرت واتسون              |
| 2020      | فاز بوبي فلاي                        | نفسها          | الحلقة: "سوبرشيف ، عارضة الأزياء"    |
| 2020      | سكوبي دو وتخمين من?                  | نفسها          | الحلقة: "لغز متحرك"                  |
| 2021–2023 | لم يكن لدي أي وقت مضى                | نفسها (صوت)    | 2 الحلقات                            |
| 2023      | التالي في الموضة                     | المضيف المشارك | الموسم 2                             |

فيديوهات موسيقية
| سنة  | عنوان                       | فنان                  | دور                  |
| ---- | --------------------------- | --------------------- | -------------------- |
| 2014 | "لوح ركوب الأمواج"          | كودي سيمبسون          | نفسها                |
| 2014 | "أشياء بسيطة"               | ميغيل                 | اهتمام الحب          |
| 2015 | " دم فاسد "                 | تايلور سويفت          | سلاي-زي              |
| 2015 | " ورد "                     | كودي سيمبسون          | نفسها (ظهور خاص)     |
| 2015 | " كم عمق حبك "              | كالفن هاريس والتلاميذ | فتاة في الحب         |
| 2015 | " البنزين "                 | هالسي                 | نفسها                |
| 2015 | " كعكة بجانب المحيط "       | دي إن سي إي           | مخرج                 |
| 2016 | " حديث الوسادة "            | زين                   | صديقة                |
| 2020 | " مرة أخرى " (نسخة مجلة في) | دافت بانك             | نسخة متحركة من نفسها |

إصدارات موسيقية
| سنة  | عنوان                                       | فنان       | دور        |
| ---- | ------------------------------------------- | ---------- | ---------- |
| 2007 | " الصبي الطبال الصغير " في عيد الميلاد      | جوش غروبان | غناء مساند |
| 2007 | " سأكون في المنزل في عيد الميلاد " على نويل | جوش غروبان | غناء مساند |

1. 1 2  "My Beautiful Family..." (بالإنجليزية). Retrieved 2025-05-06.
2. 1 2   https://ethnicelebs.com/gigi-hadid. {{استشهاد ويب}}: |url= بحاجة لعنوان (مساعدة) والوسيط |title= غير موجود أو فارغ (من ويكي بيانات) (مساعدة)
3. ↑   https://www.imgmodels.com/new-york/women/3358-gigi-hadid. {{استشهاد ويب}}: |url= بحاجة لعنوان (مساعدة) والوسيط |title= غير موجود أو فارغ (من ويكي بيانات) (مساعدة)
4. ↑   https://www.imgmodels.com/gigihadid/paris/women/portfolio. اطلع عليه بتاريخ 2019-10-31. {{استشهاد ويب}}: |url= بحاجة لعنوان (مساعدة) والوسيط |title= غير موجود أو فارغ (من ويكي بيانات) (مساعدة)
5. ↑   https://www.instyle.com/tbt-cody-simpson-gigi-hadid-relationship-6824989. {{استشهاد ويب}}: |url= بحاجة لعنوان (مساعدة) والوسيط |title= غير موجود أو فارغ (من ويكي بيانات) (مساعدة)
6. ↑   https://www.insider.com/joe-jonas-under-scrutiny-gigi-hadid-relationship-sophie-turner-divorce-2023-9. {{استشهاد ويب}}: |url= بحاجة لعنوان (مساعدة) والوسيط |title= غير موجود أو فارغ (من ويكي بيانات) (مساعدة)
7. ↑   https://people.com/music/a-comprehensive-timeline-of-gigi-hadid-and-zayn-maliks-relationship/. {{استشهاد ويب}}: |url= بحاجة لعنوان (مساعدة) والوسيط |title= غير موجود أو فارغ (من ويكي بيانات) (مساعدة)
8. ↑   https://people.com/movies/leonardo-dicaprio-gigi-hadid-relationship-timeline/. {{استشهاد ويب}}: |url= بحاجة لعنوان (مساعدة) والوسيط |title= غير موجود أو فارغ (من ويكي بيانات) (مساعدة)
9. ↑   https://www.harpersbazaar.com/celebrity/latest/a45721960/gigi-hadid-bradley-cooper-relationship-timeline-photos/. {{استشهاد ويب}}: |url= بحاجة لعنوان (مساعدة) والوسيط |title= غير موجود أو فارغ (من ويكي بيانات) (مساعدة)
10. ↑   https://www.instyle.com/gigi-hadid-daughter-khai-hadid-malik-11717100#:~:text=Khai%20was%20born%20on%20September,set%20up%20in%20Hadid's%20bedroom. {{استشهاد ويب}}: |url= بحاجة لعنوان (مساعدة) والوسيط |title= غير موجود أو فارغ (من ويكي بيانات) (مساعدة)
11. 1 2   https://www.dailysabah.com/life/fashion/mohamed-hadid-explains-gigi-and-bellas-muslim-names-in-istanbul. {{استشهاد ويب}}: |url= بحاجة لعنوان (مساعدة) والوسيط |title= غير موجود أو فارغ (من ويكي بيانات) (مساعدة)
12. ↑   https://english.elpais.com/people/2023-09-14/alana-hadid-bella-and-gigis-older-sister-debuts-as-a-model-at-40.html. {{استشهاد ويب}}: |url= بحاجة لعنوان (مساعدة) والوسيط |title= غير موجود أو فارغ (من ويكي بيانات) (مساعدة)
13. ↑   https://web.archive.org/web/20151222160613/http://archive.fortune.com/magazines/fortune/fortune_archive/1989/07/31/72291/index.htm. مؤرشف من الأصل في 2015-12-22. {{استشهاد ويب}}: |archive-url= بحاجة لعنوان (مساعدة) والوسيط |title= غير موجود أو فارغ (من ويكي بيانات) (مساعدة)
14. ↑   http://digital.modernluxury.com/article/The+Radar+People/453793/0/article.html. {{استشهاد ويب}}: |url= بحاجة لعنوان (مساعدة) والوسيط |title= غير موجود أو فارغ (من ويكي بيانات) (مساعدة)
15. ↑   https://www.instagram.com/p/BGCeKtcFKTE/. {{استشهاد ويب}}: |url= بحاجة لعنوان (مساعدة) والوسيط |title= غير موجود أو فارغ (من ويكي بيانات) (مساعدة)
16. ↑  "عارضة الأزياء االفلسطينية جيجي حديد تسرق الاضواء من نجمات هوليوود". إم بي سي (توضيح). 4 يونيو 2015. مؤرشف من الأصل في 2016-12-05.
17. ↑  Karmali، Sarah (26 نوفمبر 2014). "Gigi Hadid and Kendall Jenner make Models Top 50 debut". هاربر بازار. مؤرشف من الأصل في 2016-12-01. اطلع عليه بتاريخ 2016-12-07.
18. ↑  "Gigi Hadid wins international model of the year at 2016 Fashion Awards". bbc.co.uk. BBC. مؤرشف من الأصل في 2016-12-22. اطلع عليه بتاريخ 2016-12-20.
19. ↑  Garvey، Marianne؛ Niemietz، Brian؛ Coleman، Oli؛ Maresca، Rachel (26 يونيو 2015). "Lower East Side is looking like a model home for Gigi Hadid, with new guy Joe Jonas". نيويورك ديلي نيوز. New York City. مؤرشف من الأصل في 2015-07-01. اطلع عليه بتاريخ 2015-10-07.
20. ↑  Houlis، AnnaMarie (18 سبتمبر 2014). "Gigi Hadid Opens Our Eyes to the Israeli-Palestinian Conflict". GlamMonitor.com (Golden Heart Communications). مؤرشف من الأصل في 2015-08-05.
21. ↑  Janofsky، Michael (20 ديسمبر 1991). "Olympics; Construction Was Slow, So . . ". The New York Times. مؤرشف من الأصل في 2016-02-01. اطلع عليه بتاريخ 2016-01-10. While it would have been ideal to ski for the United States, his adoptive country, he knew that making its Olympic team would be virtually impossible. Instead, taking advantage of his dual citizenship, he petitioned the Jordan Olympic Committee, and Jordanian officials approved.
22. ↑  Tully، Shawn؛ Blank، J. B. (31 يوليو 1989). "The Big Moneymen of Palestine Inc". مجلة فورتشن. مؤرشف من الأصل في 2015-12-22. اطلع عليه بتاريخ 2016-06-17.
23. ↑  "The Radar People Surreal Estate Developer". ANGE – Angelo. Modern Luxury. أغسطس 2010. مؤرشف من الأصل في 2016-06-22. اطلع عليه بتاريخ 2016-06-17.
24. ↑  Ford، Sabrina (5 مارس 2015). "Who Are Gigi Hadid's Other Siblings?". Bravo. مؤرشف من الأصل في 2015-11-08. اطلع عليه بتاريخ 2015-11-12.
25. ↑  "Gigi Hadid". MaxPreps.com (أس بي سي سبورت). مؤرشف من الأصل في 2014-10-06. اطلع عليه بتاريخ 2014-04-05.
26. ↑  Marcus، Bennett (10 فبراير 2014). "Do You Know Who Gigi Hadid Is?". فانيتي فير. مؤرشف من الأصل في 2015-08-21. اطلع عليه بتاريخ 2014-04-05.
27. ↑  Ceron، Ella (8 ديسمبر 2015). "Gigi Hadid's College Major Can Help Her Spot a Sociopath From a Mile Away". Teen Vogue. مؤرشف من الأصل في 2016-10-06. اطلع عليه بتاريخ 2016-12-07.
28. ↑  Blackwelder، Carson (17 فبراير 2014). "Where Does Gigi, Yolanda Foster's Daughter, Go to College?". ويتبينت. مؤرشف من الأصل في 2015-10-07. اطلع عليه بتاريخ 2014-04-05.
29. ↑  GiGiHadid (5 فبراير 2014). "To those of you that read my moms blog & were wondering... I was recently diagnosed with Hashimoto's disease, but +" (تغريدة). مؤرشف من الأصل في 2017-04-17. اطلع عليه بتاريخ 2017-03-25.
30. ↑  "Gigi Hadid reveals she has a type of thyroid issue called Hashimoto's Disease". بي بي سي. 9 ديسمبر 2016. مؤرشف من الأصل في 2016-12-11. اطلع عليه بتاريخ 2016-12-13.
31. ↑  "Vitalii Sediuk: 'It's not sexual assault' says self-styled prankster". BBC News. 3 أكتوبر 2016. مؤرشف من الأصل في 2016-10-28. اطلع عليه بتاريخ 2016-12-23. {{استشهاد ويب}}: استعمال الخط المائل أو الغليظ غير مسموح: |عمل= (مساعدة)
32. ↑  Safronova، Valeriya (22 سبتمبر 2016). "Gigi Hadid Fights Off a Fashion Week Nuisance". The New York Times. مؤرشف من الأصل في 2017-01-05.
33. ↑  "Gigi Hadid Fights Serial Prankster After Getting Groped In Milan". مؤرشف من الأصل في 2017-01-12.
34. ↑  "10 Reasons Why Gigi Hadid and Zayn Malik Are Fashion's Best-Dressed Couple". مؤرشف من الأصل في 2019-03-30.
35. ↑  Maya Singer (13 يوليو 2017). "Gigi Hadid and Zayn Malik Are Part of a New Generation Who Don't See Fashion as Gendered". Vogue. مؤرشف من الأصل في 2019-12-01.
36. ↑  Berlinger، Max (8 مارس 2017). "Zayn Malik and Gigi Hadid Just Turned Their Relationship into a Fashion Ad". مؤرشف من الأصل في 2019-04-10.
37. ↑  "Don't Make Gigi Hadid Choose Between Zayn Malik and Her Dogs". 15 مارس 2017. مؤرشف من الأصل في 2018-09-19.
38. ↑  Dupre، Elyse (13 مارس 2018). "Gigi Hadid and Zayn Malik Break Up After 2 Years of Dating". قناة E!. مؤرشف من الأصل في 2018-03-13. اطلع عليه بتاريخ 2018-03-13.
39. ↑  "Gigi Hadid Makes Her Relationship Status Clear With $1,190 Necklace". ELLE (بالإنجليزية الأمريكية). 8 Aug 2018. Archived from the original on 2018-11-10. Retrieved 2018-08-21.
40. ↑  "Gigi Hadid confirms Zayn Malik reunion on social media". Page Six (بالإنجليزية الأمريكية). 6 Jun 2018. Archived from the original on 2018-08-21. Retrieved 2018-08-21.
41. ↑  "Gigi Hadid's Complete Dating History: From Cody Simpson to Zayn Malik". US Weekly. 19 سبتمبر 2023. مؤرشف من الأصل في 2023-12-04. اطلع عليه بتاريخ 2023-12-04.
42. ↑  "Cody Simpson on Gigi Hadid Breakup: 'I Love My Ex-Girlfriend, I Always Will'". BillBoard. 14 يوليو 2015. مؤرشف من الأصل في 2023-12-04. اطلع عليه بتاريخ 2023-12-04.
43. ↑  "Watch Cody Simpson Serenade Gigi Hadid in His New Music Video for "Flower"". teen Vogue. 10 فبراير 2015. مؤرشف من الأصل في 2022-12-12. اطلع عليه بتاريخ 2023-12-04.
44. ↑  "Joe Jonas' Dating History: From Taylor Swift to Sophie Turner". People. 7 سبتمبر 2023. مؤرشف من الأصل في 2023-12-04. اطلع عليه بتاريخ 2023-12-04.
45. ↑  "Gigi Hadid Directed the New Joe Jonas Music Video, Starring The Fat Jew & Candice Huffine". Yahoo!. 17 أكتوبر 2015. مؤرشف من الأصل في 2023-12-04. اطلع عليه بتاريخ 2023-12-04.
46. ↑  Ward، Maria (12 يناير 2018). "11 Reasons Why Gigi Hadid and Zayn Malik Are Fashion's Best-Dressed Couple". Vogue. Condé Nast. مؤرشف من الأصل في 2018-01-17. اطلع عليه بتاريخ 2020-04-29.
47. ↑  Bailey، Alyssa (3 يناير 2019). "Gigi Hadid and Zayn Malik Have Reportedly Broken Up". Elle.com. مؤرشف من الأصل في 2019-03-30. اطلع عليه بتاريخ 2020-04-29.
48. ↑  Weaver، Hilary (12 يناير 2020). "Gigi Hadid And Zayn Malik Are Officially Back Together". Elle. مؤرشف من الأصل في 2020-05-06. اطلع عليه بتاريخ 2020-04-29.
49. ↑  "Zayn Malik and Gigi Hadid confirm break-up". BBC News (بالإنجليزية البريطانية). 13 Mar 2018. Archived from the original on 2023-07-23. Retrieved 2023-07-23.
50. 1 2  Singer، Maya (13 يوليو 2017). "Gigi Hadid and Zayn Malik Are Part of a New Generation Who Don't See Fashion as Gendered". Vogue. مؤرشف من الأصل في 2019-03-30. اطلع عليه بتاريخ 2020-04-29.
51. ↑  "Vogue sorry for Gigi Hadid and Zayn Malik 'gender fluid' claim". BBC.co.uk. 14 يوليو 2017. مؤرشف من الأصل في 2020-05-01. اطلع عليه بتاريخ 2020-04-29.
52. ↑  Berlinger، Max (8 مارس 2017). "Zayn Malik Stars in the New Versace Versus Ads, Shot by His Girlfriend, Gigi Hadid". GQ. مؤرشف من الأصل في 2019-04-10. اطلع عليه بتاريخ 2020-04-29.
53. ↑  Rodulfo، Kristina (15 مارس 2017). "Don't Make Gigi Hadid Choose Between Zayn Malik And Her Dogs". Elle. مؤرشف من الأصل في 2020-05-01. اطلع عليه بتاريخ 2020-04-29.
54. ↑  Perez, Lexy (30 Apr 2020). "Gigi Hadid Confirms Pregnancy: 'We're Very Excited and Happy'". هوليوود ريبورتر (بالإنجليزية). United States: Valence Media. Archived from the original on 2020-05-01. Retrieved 2020-04-30.
55. ↑  Napoli, Jessica (30 Apr 2020). "Gigi Hadid confirms she's pregnant: 'We're very excited and happy'". فوكس نيوز (بالإنجليزية الأمريكية). Archived from the original on 2020-05-30. Retrieved 2020-05-01.
56. ↑  "Gigi Hadid Is a Mom! Supermodel Welcomes Baby Girl with Boyfriend Zayn Malik" نسخة محفوظة September 26, 2020, على موقع واي باك مشين..
57. ↑  Harrison, Olivia (6 Apr 2020). "Gigi Hadid Has Been Spending Quarantine On A Farm Filled With Lavender & Crystals". www.refinery29.com (بالإنجليزية). Archived from the original on 2021-04-18. Retrieved 2021-06-21.
58. ↑  Roberts، Kayleigh (27 سبتمبر 2020). "Gigi Hadid Reportedly Gave Birth to Her Daughter on a Farm". Marie Claire. مؤرشف من الأصل في 2020-11-11. اطلع عليه بتاريخ 2020-11-23 – عبر Yahoo.
59. ↑  "Zayn Malik files 'no contest' plea to harassment charges". BBC News (بالإنجليزية البريطانية). 29 Oct 2021. Archived from the original on 2021-10-29. Retrieved 2021-10-29.
60. ↑  Avila، Daniela (28 أكتوبر 2021). "Gigi Hadid and Zayn Malik Break Up After Singer's Alleged Argument with Her Mom Yolanda: Sources". People. Meredith Corporation. مؤرشف من الأصل في 2022-05-24. اطلع عليه بتاريخ 2021-10-29.
61. ↑  "Gigi Hadid and Bradley Cooper's Full Relationship Timeline". Harper's BAZAAR. مؤرشف من الأصل في 2025-05-20. اطلع عليه بتاريخ 2024-08-31.
62. 1 2  Gonzales, Erica (29 Jan 2019). "Gigi Hadid Sued Again for Posting Paparazzi Photo of Herself without Permission". People (بالإنجليزية الأمريكية). Archived from the original on 2019-03-30. Retrieved 2019-02-10.
63. ↑  "Gigi Hadid arrested over drug possession in Cayman Islands". BBC News (بالإنجليزية البريطانية). 19 Jul 2023. Archived from the original on 2023-07-22. Retrieved 2023-07-23.
64. ↑  "GIGI HADID ARRESTED FOR MARIJUANA POSSESSION ... After Flying To Cayman Islands". tmz.com. تي ام زي. 18 يوليو 2023. مؤرشف من الأصل في 2023-07-18. اطلع عليه بتاريخ 2023-07-18.
65. ↑  Tsoi, Grace (20 Nov 2017). "China lingerie show goes on without stars". BBC News (بالإنجليزية البريطانية). Archived from the original on 2019-03-30. Retrieved 2018-12-25.
66. ↑  "Gigi Hadid pulls out of Victoria's Secret fashion show in Shanghai". South China Morning Post. Agence France-Presse. 17 نوفمبر 2017. مؤرشف من الأصل في 2020-01-10. اطلع عليه بتاريخ 2020-05-25.
67. ↑  "Gigi Hadid: 7 Things You Need To Know About The Model Of The Moment". 9 يونيو 2015. مؤرشف من الأصل في 2016-09-19.
68. ↑  Bourne، Leah (14 فبراير 2014). "Why Model Gigi Hadid is Being Called the Next Kate Upton". Style Caster. مؤرشف من الأصل في 2014-05-26. اطلع عليه بتاريخ 2014-06-05.
69. ↑  Marcus، Bennett (10 فبراير 2014). "Do You Know Who Gigi Hadid Is?". Vanity Fair. مؤرشف من الأصل في 2015-08-21. اطلع عليه بتاريخ 2014-04-05.
70. ↑  Gajewski، Ryan (12 فبراير 2014). "Watch Gigi Hadid Walk the Catwalk During New York Fashion Week". E! News. مؤرشف من الأصل في 2014-04-13. اطلع عليه بتاريخ 2014-04-05.
71. ↑  Brannigan، Maura. "Introducing Gigi Hadid, NYFW's Breakout Model of the Season". ويتبينت. مؤرشف من الأصل في 2014-04-26. اطلع عليه بتاريخ 2014-04-05.
72. ↑  Mary (10 فبراير 2014). "Gigi Hadid Walks The Runways of NY Fashion Week. Plus, Kristen Doute Writing A Memoir!". RealityTea.com. مؤرشف من الأصل في 2014-03-05. اطلع عليه بتاريخ 2014-04-05.
73. ↑  "Gigi Hadid Is Now on the Cover of CR Fashion Book". 9 فبراير 2014. مؤرشف من الأصل في 2016-10-23.
74. ↑  Burton، Cinya (15 يوليو 2014). "Gigi Hadid and Patrick Schwarzenegger Are Tom Ford Eyewear Models". E! News. مؤرشف من الأصل في 2014-07-17. اطلع عليه بتاريخ 2014-07-16.
75. ↑  Fratti، Karen (6 سبتمبر 2014). "Daily Front Row Hosts 2nd Annual Fashion Media Awards". Adweek. مؤرشف من الأصل في 2015-01-15.
76. ↑  "Gigi Hadid Leads the Cast of Tom Ford's Fall 2014 Campaign". Fashion Gone Rogue. 14 يوليو 2014. مؤرشف من الأصل في 2019-03-30. اطلع عليه بتاريخ 2020-04-29.
77. ↑  Hyland، Véronique (15 يوليو 2014). "Tom Ford Favorite Gigi Hadid Stars in His Fall Campaign". The Cut. مؤرشف من الأصل في 2019-03-30. اطلع عليه بتاريخ 2020-04-29.
78. ↑  Mag، Galore (11 ديسمبر 2013). "Gigi Gets Gritty For Our 2014 Calendar". GaloreMag.com. مؤرشف من الأصل في 2014-02-08. اطلع عليه بتاريخ 2014-04-05.
79. ↑  "Issue 4 Preview: Fairy Tales". CR Fashion Book. فبراير 2014. مؤرشف من الأصل في 2014-08-24. اطلع عليه بتاريخ 2014-04-05.
80. ↑  Vingan، Alyssa (7 فبراير 2014). "Real Housewives of Beverly Hills Offspring Gigi Hadid Scores CR Fashion Book Cover". Fashionista.com (Breaking Media, Inc.). مؤرشف من الأصل في 2014-03-19. اطلع عليه بتاريخ 2014-04-05.
81. ↑  "First look: The 2015 Pirelli Calendar". Elle. 31 يوليو 2014. مؤرشف من الأصل في 2015-09-23. اطلع عليه بتاريخ 2015-10-12.
82. ↑  Hendrix، Kelsey (23 يناير 2015). "Gigi Hadid named Daily Front Row's Model of the Year". سبورتس إليسترايتد. مؤرشف من الأصل في 2016-08-29. اطلع عليه بتاريخ 2016-08-16.
83. ↑  Wagoner، Mackenzie (14 يناير 2015). "Exclusive! Gigi Hadid Is the New Face of Maybelline". Vogue. مؤرشف من الأصل في 2015-10-09. اطلع عليه بتاريخ 2015-01-14.
84. ↑  Weiner، Natalie (20 مارس 2015). "Cody Simpson & Girlfriend Gigi Hadid Get Naked for Fashion Photographer's 'Towel Series'". Billboard.com. مؤرشف من الأصل في 2019-02-12. اطلع عليه بتاريخ 2019-02-10.
85. ↑  Brown، Kara (3 مايو 2015). "Who the Hell Are Sisters Gigi and Bella Hadid? An Explainer". Jezebel.com. مؤرشف من الأصل في 2016-01-09. اطلع عليه بتاريخ 2020-04-29.
86. ↑  Celebrity، Yahoo (5 أغسطس 2014). "Gigi Hadid Swims with Dolphins in Calvin Harris's New Music Video". Teen Vogue. مؤرشف من الأصل في 2023-12-04. اطلع عليه بتاريخ 2023-12-04.
87. ↑  Yahr، Emily (8 ديسمبر 2015). "How did Gigi Hadid become such a thing? Explaining the new Victoria's Secret supermodel". واشنطن بوست. مؤرشف من الأصل في 2017-03-13. اطلع عليه بتاريخ 2016-12-07.
88. ↑  Mag، Schon (27 مارس 2014). "Gigi Hadid Schon Magazine Cover". Schon Magazine. مؤرشف من الأصل في 2014-04-01. اطلع عليه بتاريخ 2014-04-05.
89. ↑  Milligan، Lauren (17 فبراير 2016). "Gigi's International Vogue Takeover". Vogue UK. مؤرشف من الأصل في 2016-08-15. اطلع عليه بتاريخ 2016-08-16.
90. ↑  "En portada de vogue marzo, un nuevo icono: Gigi Hadid". Vogue Espana. مؤرشف من الأصل في 2015-07-02. اطلع عليه بتاريخ 2015-06-21.
91. ↑  Jackson، Daniel (5 فبراير 2015). "Models Gigi Hadid and Binx Walton Are Taking Over the Fashion Industry—and the Cover of Teen Vogue". Teen Vogue. مؤرشف من الأصل في 2015-06-21. اطلع عليه بتاريخ 2015-06-21.
92. ↑  McGlinchy، Maggie (5 ديسمبر 2015). "Gigi Hadid Just Landed the Biggest Fashion Campaign of Her Career". Teen Vogue. مؤرشف من الأصل في 2016-08-14. اطلع عليه بتاريخ 2016-08-17.
93. ↑  Edwards، Jess (25 سبتمبر 2015). "Balmain x H&M: Kendall Jenner, Gigi Hadid and Jourdan Dunn slay in the new campaign". Cosmopolitan UK. مؤرشف من الأصل في 2016-08-11. اطلع عليه بتاريخ 2016-08-17.
94. ↑  "Gigi Hadid  –  Model". Models.com. مؤرشف من الأصل في 2016-10-28. اطلع عليه بتاريخ 2020-04-29.
95. ↑  Navarro، Andrea (7 مارس 2016). "Gigi Hadid Just Tried the Glitter Eyebrow Trend". Teen Vogue. مؤرشف من الأصل في 2016-08-14. اطلع عليه بتاريخ 2016-08-16.
96. ↑  Gordon، Julie (4 مارس 2016). "Kendall Jenner and Gigi Hadid swap hair colours at Paris Fashion week". News.com.au. مؤرشف من الأصل في 2016-08-16. اطلع عليه بتاريخ 2016-08-16.
97. ↑  Okwodu، Janelle (20 فبراير 2016). "Gaga! Gigi! Binx! Who Ruled the Runways of New York Fashion Week?". Vogue. مؤرشف من الأصل في 2016-08-14. اطلع عليه بتاريخ 2016-08-16.
98. ↑  Jennings، Rebecca (16 فبراير 2016). "Everything Gigi Hadid Has Worn During New York Fashion Week". مؤرشف من الأصل في 2016-08-13. اطلع عليه بتاريخ 2016-08-16.
99. ↑  "Tommy Hilfiger Global – Latest Collections Info". اطلع عليه بتاريخ 2017-01-09.
100. ↑  Beltrone، Gabriel (18 أبريل 2016). "Try Keeping Your Eyes on Gigi Hadid in This Whiplash-Inducing 360° Experience From BMW". Adweek. مؤرشف من الأصل في 2016-06-25. اطلع عليه بتاريخ 2020-04-29.
101. ↑  Walsh، Lara (20 يونيو 2016). "Gigi Hadid Stuns in 5 Different Outfits Hosting the 2016 iHeartRadio Much Music Video Awards". InStyle. مؤرشف من الأصل في 2016-06-29. اطلع عليه بتاريخ 2020-04-29.
102. ↑  Yotka، Steff (10 سبتمبر 2016). "Life Is a Carnival Chez Tommy x Gigi, and More Highs From NYFW Day 3". مؤرشف من الأصل في 2016-10-28.
103. ↑  Vingan Klein، Alyssa (7 أكتوبر 2016). "A Complete Breakdown of Every Fashion Month Show Opened and/or Closed by a Hadid". Fashionista. Breaking Media, Inc. مؤرشف من الأصل في 2023-04-02. اطلع عليه بتاريخ 2020-04-29.
104. ↑  Rodulfo، Kristina (25 أكتوبر 2016). "Gigi Hadid Is Now Designing Shoes for Stuart Weitzman". Elle. مؤرشف من الأصل في 2016-10-27. اطلع عليه بتاريخ 2020-04-29.
105. ↑  "Gigi Hadid Hates the Gym, Loves Carbs, and Just Got Her First Fitness Campaign". Elle. Hearst Communications, Inc. 4 أكتوبر 2016. مؤرشف من الأصل في 2016-12-20. اطلع عليه بتاريخ 2016-12-20.
106. ↑  Yagoda، Maria (20 نوفمبر 2016). "5 Reasons Gigi Hadid Was Born to Host the American Music Awards". People. مؤرشف من الأصل في 2016-12-06. اطلع عليه بتاريخ 2016-12-07.
107. ↑  Roshanian، Arya (22 نوفمبر 2016). "Gigi Hadid Responds to Melania Trump Impression Backlash". Variety. مؤرشف من الأصل في 2019-03-30. اطلع عليه بتاريخ 2020-04-29.
108. ↑  Kratofil، Colleen (1 ديسمبر 2016). "Gigi Hadid Walks the Victoria's Secret Fashion Show Wearing Enormous Wings". People. مؤرشف من الأصل في 2016-12-20. اطلع عليه بتاريخ 2020-04-29.
109. ↑  "Gigi Hadid wins international model of the year at 2016 Fashion Awards". BBC News. مؤرشف من الأصل في 2016-12-22. اطلع عليه بتاريخ 2016-12-20.
110. ↑  Rodulfo، Kristina (5 يناير 2017). "Gigi and Bella Hadid Co-Star in Moschino and Fendi's Spring 2017 Campaigns". ELLE. مؤرشف من الأصل في 2017-01-06. اطلع عليه بتاريخ 2020-04-29.
111. ↑  Rodulfo، Kristina (14 ديسمبر 2016). "Gigi Hadid Strips Down for Stuart Weitzman". Elle. مؤرشف من الأصل في 2016-12-29. اطلع عليه بتاريخ 2020-04-29.
112. ↑  Defebaugh، William (3 يناير 2017). "Gigi Hadid's Campaign Takeover Continues with Dsquared2". V Magazine. مؤرشف من الأصل في 2017-01-16. اطلع عليه بتاريخ 2020-04-29.
113. ↑  Yotka، Steff (9 فبراير 2017). "Tommy Hilfiger and Gigi Hadid Go West for Spring". Vogue. مؤرشف من الأصل في 2017-02-14. اطلع عليه بتاريخ 2020-04-29.
114. ↑  Munzenrieder، Kyle (3 مارس 2017). "Gigi Hadid, Photographer, Is Shooting Boyfriend Zayn Malik's Versus Versace Campaign". W Magazine. مؤرشف من الأصل في 2017-03-06. اطلع عليه بتاريخ 2020-04-29.
115. ↑  Fernandez، Chantal (27 أبريل 2017). "Gigi Hadid Turns Photographer for V Magazine 'Pop-Up'". Business of Fashion. مؤرشف من الأصل في 2017-04-27. اطلع عليه بتاريخ 2020-04-29.
116. ↑  Singer، Maya (8 فبراير 2017). "How Models Like Ashley Graham and Gigi Hadid Are Democratizing Fashion". Vogue. مؤرشف من الأصل في 2017-02-13. اطلع عليه بتاريخ 2020-04-29.
117. ↑  Milligan، Lauren (31 يناير 2017). "Gigi Graces Second British Vogue Cover". Vogue. مؤرشف من الأصل في 2017-02-14. اطلع عليه بتاريخ 2020-04-29.
118. ↑  "Gigi Hadid – Vogue China March 2017 – IMG Models". IMG Models. 7 فبراير 2017. مؤرشف من الأصل في 2017-02-14. اطلع عليه بتاريخ 2020-04-29.
119. ↑  Dahabieh، Mohieb (3 مارس 2017). "Why Gigi's Vogue Arabia Cover Matters". Vogue. مؤرشف من الأصل في 2017-03-06. اطلع عليه بتاريخ 2020-04-29.
120. ↑  "Carine Roitfeld Stars on CR Fashion Book #10, Alongside Lara Stone, Bella and Gigi Hadid". Thefashionspot. 17 فبراير 2017. مؤرشف من الأصل في 2017-03-31. اطلع عليه بتاريخ 2020-04-29.
121. ↑  "Jolie Magazine April 2017 Cover (Jolie Magazine)". Models.com. أبريل 2017. مؤرشف من الأصل في 2017-03-31. اطلع عليه بتاريخ 2020-04-29.
122. ↑  "Gigi Hadid & Mert Alas are the Cover Stars of The Daily Front Row Hollywood Edition". DesignScene.net. 24 مارس 2017. مؤرشف من الأصل في 2017-03-31. اطلع عليه بتاريخ 2020-04-29.
123. 1 2  "Gigi Hadid – Model". مؤرشف من الأصل في 2017-03-31. اطلع عليه بتاريخ 2020-04-29.
124. ↑  Duboff، Josh (15 مايو 2017). "Gigi Hadid's Space Odyssey". Harper's Bazaar. مؤرشف من الأصل في 2017-05-17. اطلع عليه بتاريخ 2020-04-29.
125. ↑  Conlon، Scarlett (3 سبتمبر 2017). "Gigi on the Making of Her Third Tommy Hilfiger Collection". Vogue. مؤرشف من الأصل في 2023-12-04. اطلع عليه بتاريخ 2023-12-04.
126. ↑  Viswanath، Jake (24 مارس 2017). "The Daily Front Row Announces Fashion Los Angeles Awards Recipients". V Magazine. مؤرشف من الأصل في 2017-03-31. اطلع عليه بتاريخ 2020-04-29.
127. ↑  "Meet the 2017 'Glamour' Women of the Year". Glamour. Condé Nast. 30 أكتوبر 2017. مؤرشف من الأصل في 2019-03-30. اطلع عليه بتاريخ 2020-04-29.
128. 1 2  "Gigi Hadid – Model". MODELS.com. مؤرشف من الأصل في 2018-03-16. اطلع عليه بتاريخ 2020-04-29.
129. ↑  "EXCLUSIVE: Inside Gigi's Fourth Collection For Tommy". British Vogue. 29 يناير 2018. مؤرشف من الأصل في 2023-04-25. اطلع عليه بتاريخ 2023-04-25.
130. ↑  "Gigi Hadid and Tommy Hilfiger Race Off Into the Sunset Together". Fashionista. 25 فبراير 2018. مؤرشف من الأصل في 2024-03-13. اطلع عليه بتاريخ 2023-04-25.
131. ↑  Newbold، Alice (30 يناير 2018). "Gigi And Bella Cover March Vogue". British Vogue. مؤرشف من الأصل في 2020-06-05. اطلع عليه بتاريخ 2020-04-29.
132. ↑  "Gigi Hadid – Vogue Brazil September 2018". IMG Models. 29 أغسطس 2018. مؤرشف من الأصل في 2020-11-16. اطلع عليه بتاريخ 2020-04-29.
133. ↑  Lively، Blake (11 أبريل 2018). "Blake Lively Interviews Gigi Hadid on Social Media, Self-Love, and Women Supporting Women". Harper's BAZAAR. مؤرشف من الأصل في 2020-05-05. اطلع عليه بتاريخ 2020-04-29.
134. ↑  "VTV – Gigi Hadid Makes Waves in V114 – V Magazine". vmagazine.com. 16 يوليو 2018. مؤرشف من الأصل في 2020-06-05. اطلع عليه بتاريخ 2020-04-29.
135. ↑  Snowden، Heather (8 أغسطس 2018). "Kendall Jenner, Gigi Hadid & More Cover 'LOVE' Magazine's 10th Anniversary Issue". Highsnobiety. مؤرشف من الأصل في 2023-04-02. اطلع عليه بتاريخ 2020-04-29.
136. ↑  Weiner، Zoe (8 ديسمبر 2018). "Gigi Hadid Designed $110 Dad Sneakers and They Look Good With Everything". Teen Vogue. Condé Nast. مؤرشف من الأصل في 2019-03-30. اطلع عليه بتاريخ 2020-04-29.
137. ↑  Gonzales, Erica (8 Nov 2018). "Watch Gigi Hadid Walk the 2018 Victoria's Secret Fashion Show". HarpersBazaar (بالإنجليزية الأمريكية). Archived from the original on 2019-03-30. Retrieved 2019-02-10.
138. ↑  "From Catwalk to Cooking Show: Gigi Hadid's Next Adventure Might Surprise You". VOGUE. 18 يونيو 2020. مؤرشف من الأصل في 2020-10-30. اطلع عليه بتاريخ 2020-11-11.
139. ↑  "Gigi Hadid Joins the Mystery Gang with Television Role in Scooby-Doo". VOGUE. 1 أكتوبر 2020. مؤرشف من الأصل في 2021-03-03. اطلع عليه بتاريخ 2020-11-11.
140. ↑  "Gigi Hadid is Launching Her Very Own Clothing Line". Vogue Arabia (بالإنجليزية البريطانية). 13 Apr 2022. Archived from the original on 2022-06-29. Retrieved 2022-08-20.
141. ↑  "Gigi Hadid Announces the Launch of Her New Clothing Line, Guest in Residence". Vanity Fair (بالإنجليزية الأمريكية). 5 Aug 2022. Archived from the original on 2022-08-16. Retrieved 2022-08-20.
142. ↑  "Gigi Hadid Takes Up The Cashmere Influencer Baton From Katie Holmes". British Vogue (بالإنجليزية البريطانية). 11 Oct 2022. Archived from the original on 2022-11-02. Retrieved 2022-11-02.
143. ↑  "Gigi Hadid Pulled Off 6 Outfit Changes in a Single Day". Vogue (بالإنجليزية الأمريكية). 28 Feb 2023. Archived from the original on 2023-03-24. Retrieved 2023-03-24.
144. ↑  Prideaux, Sophie (27 Jan 2023). "New trailer offers first glimpse of Gigi Hadid presenting Netflix's Next in Fashion". The National (بالإنجليزية). Archived from the original on 2023-01-31. Retrieved 2023-01-31.
145. ↑  Braun، Jennifer (27 أغسطس 2024). "Rabanne names Gigi Hadid as the face of new fragrance, Million Gold For Her". Fashion Network. مؤرشف من الأصل في 2024-12-28. اطلع عليه بتاريخ 2025-06-12. Million Gold for her reminds me of how Rabanne feels as a Maison. It's powerful and beautiful, with rose, lavender and a salty mineral musk undertone. I love the balance.
146. ↑  Robinson، Roxanne (31 مايو 2025). "Gigi Hadid Puts California Girl Aesthetic Into Havaianas Collaboration". Forbes. مؤرشف من الأصل في 2025-06-01. اطلع عليه بتاريخ 2025-06-12. For summer 2025, the Brazilian brand has teamed up with Supermodel and Havaianas brand ambassador Gigi Hadid.
147. ↑  Elizabeth، Joanna (26 مايو 2025). "Gigi Hadid's Guest in Residence & Madhappy Make Knits Cool". Fashion Gone Rogue. مؤرشف من الأصل في 2025-06-15. اطلع عليه بتاريخ 2025-06-12. Each piece combines classic Guest in Residence shapes with Madhappy's signature vintage wash and hand-stitch details.
148. ↑  Directo، Denny (18 يناير 2016). "EXCLUSIVE: Gigi Hadid Breaks Down Over How Lyme Disease Has Personally Affected Her Family | Entertainment Tonight". ET. مؤرشف من الأصل في 2023-03-06. اطلع عليه بتاريخ 2023-03-06.
149. ↑  "Gigi Hadid Wears a T-Shirt for Charity". teenVOGUE. 20 أكتوبر 2016. مؤرشف من الأصل في 2020-09-28. اطلع عليه بتاريخ 2020-11-11.
150. ↑  Stampler، Laura (30 يناير 2017). "Gigi and Bella Hadid Protested With Their Own Sign Against Trump's Muslim Ban". Teen Vogue. Condé Nast. مؤرشف من الأصل في 2019-03-30. اطلع عليه بتاريخ 2020-04-29.
151. ↑  "Gigi Hadid Visits UNICEF Programming in Bangladesh". UNICEF USA. 24 أغسطس 2018. مؤرشف من الأصل في 2019-03-30. اطلع عليه بتاريخ 2020-04-29.
152. ↑  "Gigi Hadid, Serena Williams to play virtual tennis match for charity". عرب نيوز. 1 مايو 2020. مؤرشف من الأصل في 2020-05-06. اطلع عليه بتاريخ 2020-11-11.
153. ↑  "Gigi Hadid and Joan Smalls donate clothes to British Vogue charity auction". INDEPENDENT. 6 يونيو 2020. مؤرشف من الأصل في 2020-09-30. اطلع عليه بتاريخ 2020-11-11.
154. ↑  "Pregnant Gigi Hadid's Quarantine Journal Supports Black Lives Matter Movement And Key Workers". Capitalfm. 16 يوليو 2020. مؤرشف من الأصل في 2020-09-10. اطلع عليه بتاريخ 2020-11-11.
155. ↑  "Vogue magazine attacked for editing out Palestine from Gigi Hadid Instagram post". The Independent. 10 مارس 2022. مؤرشف من الأصل في 2023-05-06.
156. ↑  Toyin Owoseje (8 Mar 2022). "Supermodel Gigi Hadid to donate fashion week earnings to Ukraine relief" (بالإنجليزية). CNN Style. Archived from the original on 2022-03-13. Retrieved 2022-03-08.
157. ↑  Emma Specter (7 Mar 2022). "How Mila Kunis, Gigi Hadid, Blake Lively, and More Celebrities Are Using Their Platforms to Help Ukraine" (بالإنجليزية). Vogue. Archived from the original on 2022-03-13. Retrieved 2022-03-08.
158. ↑  Balaam, Kellie (11 Oct 2023). "Gigi breaks silence on 'UNJUSTIFIABLE' Israel tragedy". PerthNow (بالإنجليزية). Archived from the original on 2024-11-11. Retrieved 2024-05-03. Hadid and her younger sister Bella, whose 74-year-old father Mohamed was born in Nazareth, Israel, have always been vocal in showing their support for the Palestinian cause.
159. ↑  Cartwright، Lexie (11 أكتوبر 2023). "Gigi Hadid addresses Israel, Palestine conflict in lengthy statement". news.com.au. مؤرشف من الأصل في 2024-05-07. اطلع عليه بتاريخ 2024-05-03. The 28-year-old, who has been a longtime advocate for the 'Free Palestine' movement alongside her sister Bella Hadid, described the ongoing devastation in the region as an "unjustifiable tragedy", throwing her support behind Palestine's struggle while also condemning the violence that had arisen as a result of the attacks.
160. ↑  "Bella and Gigi Hadid donate $1m to Palestinian aid agencies". www.bbc.com (بالإنجليزية البريطانية). Archived from the original on 2025-03-13. Retrieved 2024-06-03.
161. ↑  Navlakha، Meera (8 يونيو 2023). "'Never Have I Ever' Season 4 review: A sweet, satisfying goodbye to the series". Mashable. مؤرشف من الأصل في 2023-06-09. اطلع عليه بتاريخ 2023-06-09.
162. ↑  Mamo، Heran (16 يوليو 2020). "Gigi Hadid Stars in Animated Tribute Video for Daft Punk's 'One More Time': Watch". Billboard. مؤرشف من الأصل في 2020-08-12. اطلع عليه بتاريخ 2020-08-07.

## وصلات خارجية
- جيجي حديد على موقع IMDb (الإنجليزية)
- جيجي حديد على موقع ألو سيني (الفرنسية)
- جيجي حديد على موقع ميوزك برينز (الإنجليزية)
- جيجي حديد على موقع ديسكوغز (الإنجليزية)
- جيجي حديد على موقع قاعدة بيانات الفيلم (الإنجليزية)
- جيجي حديد على موقع كينوبويسك (الروسية)
- جيجي حديد على موقع دليل عارضات الأزياء (الإنجليزية)